# 田武謙三
田武 謙三（、1914年〈大正3年〉8月13日 - 1993年〈平成5年〉11月19日）は、日本の俳優。本名は田武 安太郎。京都府京都市東山区泉涌寺出身。特技は関西方言。

## 来歴・人物
旧制京都永松小学校（現：京都市立洛央小学校）卒。
大阪心斎橋で洋品店を経営後、海軍として兵役。大阪協同劇団、劇団苦楽座、 第二次東宝劇団を経て、1951年、「京都自由劇場」を結成。プレイヤーズ・センター、東宝、大映、第一協団、日信プロなどを経て、アクターズプロモーションに所属。脇役で150本以上の映画に出演した。
1993年11月19日、転移性脳腫瘍のため死去。79歳没。

## 出演

### 映画
- 戦国無頼（1952年）
- 続・宮本武蔵 一乗寺の決闘（1955年） - 研師耕介 役
- 森繁の僕は美容師（1957年） - 大工の源吉 役
- 女殺し油地獄（1957年） - 小兵衛 役
- 遥かなる男（1957年） - 獣医・水野 役
- 次郎長意外伝 大暴れ次郎長一家（1957年） - 桃栗柿八 役
- 口から出まかせ（1958年） - 平野 役
- 弥次㐂夛道中記（1958年） - 茶店の亭主 役
- 暖簾（1958年） - 定吉 役
- 裸の大将（1958年） - 魚吉のおやじ 役
- 戦国群盗伝（1959年、東宝）
- 野獣死すべし（1959年） - 薄田 役
- 新・三等重役シリーズ
  - 新・三等重役 旅と女と酒の巻（1960年） - 江畑部長 役
  - 新・三等重役 当るも八卦の巻（1961年） - 大川 役
- サラリーマン御意見帖 男の一大事（1960年） - 大木販売部長 役
- 若い素肌（1960年） - 殿山安三郎 役
- 青い野獣（1960年） - 川崎 役
- 接吻泥棒（1960年） - ホルモン焼きの親父 役
- がんばれ! 盤嶽 (1960年)
- みな殺しの歌より 拳銃よさらば!（1960年） - 舟橋 役
- 背広三四郎 男は度胸（1961年） - 黒崎剛造 役
- 特急にっぽん（1961年） - 酔どれ老人 役
- 別れて生きるときも（1961年） - 豆腐屋の親父 役
- ゲンと不動明王（1961年） - 藤山 役
- アワモリ君乾杯!（1961年） - ギャングの親方 役
- 南の島に雪が降る（1961年） - 大沢上等兵 役
- ある大阪の女（1962年） - 沢村 役
- 重役候補生No.1（1962年） - 浜田 役
- クレージー映画
  - ニッポン無責任時代（1962年） - 刑事 役
  - クレージー作戦 先手必勝（1963年） - 八百屋の親父 役
  - クレージー作戦 くたばれ!無責任（1963年） - 金丸支店長 役
  - 無責任遊侠伝（1964年） - 披露宴の客 役
  - ホラ吹き太閤記（1964年） - 尾張屋権兵衛 役
  - クレージーの無責任清水港（1966年） - 目明しの多吉 役
  - 日本一のゴリガン男（1966年） - 山北 役
  - 日本一の男の中の男（1967年） - 「丸菱造船」人事部長 役
  - クレージーメキシコ大作戦（1968年） - 花岡平造 役
  - クレージーの大爆発（1969年） - 大臣 役
  - クレージーの殴り込み清水港（1970年） - 鬼熊玄蕃 役
  - 日本一のワルノリ男（1970年） - 松永部長 役
  - だまされて貰います（1971年） - ジョージ広田 役
  - 日本一のショック男（1971年） - 井原工場長 役
- ゴジラシリーズ
  - キングコング対ゴジラ（1962年） - 世界驚異シリーズ解説者 役[1][2][3]
  - モスラ対ゴジラ（1964年） - 県会議員 役[7][3]
  - 怪獣大戦争（1965年） - 世界教育社社長（X星人） 役[1][2][3]
- ぶらりぶらぶら物語（1962年） - 鉄五郎 役
- にっぽん実話時代（1963年） - トルコ風呂の客 役
- イチかバチか（1963年） - 安川 役
- 馬鹿が戦車でやって来る（1964年） - 赤八 役
- 波影（1965年） - 谷山 役
- 霧の旗（1965年） - 上田係長 役
- 素敵な今晩わ（1965年） - 赤木部長 役
- フランケンシュタイン対地底怪獣（1965年） - 新聞社社員 役[7][2]
- けものみち（1965年） - 酒屋の主人 役
- 運が良けりゃ（1966年） - 近江屋守兵衛 役
- お嫁においで（1966年） - 東京相互タクシー課長 役
- 石中先生行状記（1966年） - 島田善兵衛 役
- 華岡青洲の妻（1967年） - 大坂薬種商人 役
- 座頭市 血煙り街道（1967年） - 金井の万造 役
- ハナ肇の一発大冒険（1968年） - 捜査本部長 役
- あるセックス・ドクターの記録（1968年） - 三村信吉 役
- とむらい師たち（1968年） - 村長 役
- 売らいでか!（1968年） - 南出 役
- 燃えろ!青春（1968年） - 桑源一平 役
- 橋のない川 第一部（1969年） - 校長 役
- 喜劇 一発大必勝（1969年） - 荒木定吉 役
- ブラック・コメディ ああ!馬鹿（1969年） - 三好刑事 役
- 奇々怪々 俺は誰だ?!（1969年） - 荒井部長 役
- タリラリラン高校生（1971年） - 勇作 役
- 狐のくれた赤ん坊（1971年） - 浪華屋甚兵ヱ 役
- 遊び（1971年） - アパートの管理人 役
- 泣いてたまるか（1971年） - 主任 役
- 生まれかわった為五郎（1972年） - 柏木 役
- 王将（1973年） - 小島 役
- 華麗なる一族（1974年） - 大平 役
- 悪名 縄張荒らし（1974年） - 吉岡 役
- 女房を早死にさせる方法（1974年） - 堂本 役
- 青い山脈（1975年） - 八代教頭 役
- タンポポ（1985年） - 刑事 役
- マルサの女2（1988年） - 不動産屋 役
- 座頭市（1989年） - 大親分 役
- 斬殺せよ 切なきもの、それは愛（1991年） - 楼主 役

### テレビドラマ
- 太閤記 藤吉郎編（1957年 - 1959年、日本テレビ）
- 大河ドラマ（NHK総合）
  - 太閤記（1965年） - 和尚 役
  - 新・平家物語（1972年）
  - 春の波涛（1985年） - 松長 役
  - 太平記（1991年） - 夢窓疎石 役
- 三匹の侍（フジテレビ）
  - 第4シリーズ 第2話「血闘」（1966年） - 清河 役
  - 第6シリーズ 第3話「裂けた風」（1968年） - 都半兵衛 役
- 天国の父ちゃんこんにちは（1966年-1974年 TBSテレビ） - かわい寿司おやじ 役
- 白い巨塔（1967年、NETテレビ） - 佐々木庸平 役
- 窓からコンチワ（1967年、TBSテレビ） - 隆徳住職 役
- 男はつらいよ（1968年、フジテレビ） - マスター 役
- キイハンター　第6話 「影のメロディー」（1968年）
- フラワーアクション009ノ1（1969年、フジテレビ） - 矢田部代議士 役
- 鬼平犯科帳 第1シリーズ 第43話「うんぷてんぷ」（1970年、NET / 東宝）‐ 永山甚七 役
- プレイガール （12ch）
  - 第97話「おんな一匹大勝負」（1970年）- 中塚家執事・斉藤
- 大忠臣蔵（1971年、NETテレビ） - 与右衛門 役
- おかしな夫婦（1971年、フジテレビ）
- 一心太助 第14話「人情勧進相撲」（1972年、フジテレビ / 国際放映） - 弥兵衛 役
- ウルトラマンA 第3話「燃えろ! 超獣地獄」（1972年、TBSテレビ） - 中森四郎の祖父 役
- へんしん!ポンポコ玉（1973年、TBSテレビ） - 教頭 役
- 赤ひげ 第47話「ひぐらし」（1973年、NHK総合） - 伊平 役
- かあさんの四季（1973 - 1974年） - 寺沢清三 役
- 銀河テレビ小説（NHK総合)
  - 天気晴朗なれど（1973年）
  - 新東京物語（1982年）
  - たけしくんハイ!（1985年） - 古道具屋 役
- 大江戸捜査網（12ch / 三船プロ）
  - 第165話「初見参夜叉面の女」（1974年） - 徳市 役
  - 第399話「父娘が泣く非情の武士道」（1981年） - 犬塚弥兵衛 役
  - 第408話「稲妻お竜の旅立ち」（1981年） - 村岡良順 役
- 座頭市物語（1974年、CX／勝プロ）第21話「湖に咲いたこぼれ花」（1975年3月6日）
- 破れ傘刀舟悪人狩り（NETテレビ）
  - 第84話「炎のめぐり逢い」（1976年） - 仁村屋久兵衛 役
  - 第107話「おんな捕物地獄花」（1976年） - 次助 役
- NHK特集 日本の戦後 第8集「審判の日 極東国際軍事裁判」（1977年、NHK総合） - 土肥原賢二 役
- 土曜ドラマ 松本清張シリーズ たずね人（1977年、NHK総合） - 斉藤悟 役
- 破れ新九郎 第6話「地獄の白州は快刀乱麻!」（1978年、テレビ朝日） - 渋川伝兵衛 役
- ドラマ人間模様
  - あ・うん（1980年、NHK総合） - イタチ 役
  - 花へんろ（NHK総合） - 番頭・留三 役
    - 花へんろ 風の昭和日記（1985年）
    - 花へんろ 風の昭和日記II（1986年）
    - 花へんろ 風の昭和日記III（1988年）
- 暁に斬る! 第14話「大江戸ゴッドファーザー」（1983年、関西テレビ）
- 連続テレビ小説（NHK）
  - ロマンス（1984年） - 岩根 役
  - はね駒（1986年） ‐ 六波羅市之丞（巡査）役
- 水戸黄門 第15部 第6話「御存知 黄門一座の大芝居 -別府-」（1985年3月4日、TBS / C.A.L） - 爺や 役
- 破獄（1985年4月6日、NHK） - 札幌刑務所長 役
- おさんの恋（1985年10月12日、NHK） - 与助 役
- ふたたびの街（1986年8月6日、NHK総合） - 大家さん 役
- さすらい刑事旅情編 第5話「寝台急行銀河から消えた女子大生」（1988年、テレビ朝日）
- 鬼平犯科帳（中村吉右衛門版） 第1シリーズ 第18話「浅草・御厩河岸」（1989年、フジテレビ） - 卯三郎 役
- 愛し方がわからない（1989年、TBS） - 屋台の爺さん 役
- ダブル・キッチン 第2話「葬式はダイハード」（1993年、TBSテレビ） - 登 役
- 青空にとび出せ!　第1話「ピンキングカー誕生」（1969年）
- 悪の紋章
- 暴れ牛
- いとはん
- うさぎどん・きつねどん
- うた声よ、山にひびけ
- 王将
- 片恋（ヤシカゴールデン劇場内単発ドラマ）
- 冠婚葬祭屋　第12話「棺桶をどうぞ…ですヨ」（1972年3月25日）
- 刑事くん
- 刑事さん
- 好人物の夫婦
- 古都
- 七人の刑事
- 新三等重役
- 人生の四季
- 新平四郎危機一発
- ダイヤル110番
- でっかい青春
- 天下御免
- 東京警備指令 ザ・ガードマン
- 東京バイパス指令
- 遠きにありて
- 特別機動捜査隊
- どたんば
- トリプル捜査線
- 泥かぶら
- 敦煌
- 流れ星佐吉
- 懐かしの名作シリーズ 生ける人形
- 春風の街
- 判決
- プレイガール
- 文吾捕物帳
- 舞妓はん花嫁
- 燃えるキリシタン城
- 八重歯
- 夜明けの刑事
- れれかんちゅん物語
- ローンウルフ 一匹狼
- 悪い子

### 舞台
- 運河
- 丼池
- 暖簾
- 氷解期前